# پایگاه نیروی دریایی خلیج گوانتانامو

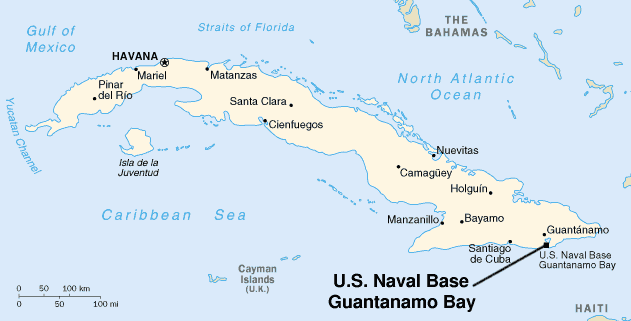
نقشه کوبا که موقعیت خلیج گوانتانامو را در ساحل جنوب شرق آن نشان می دهد.

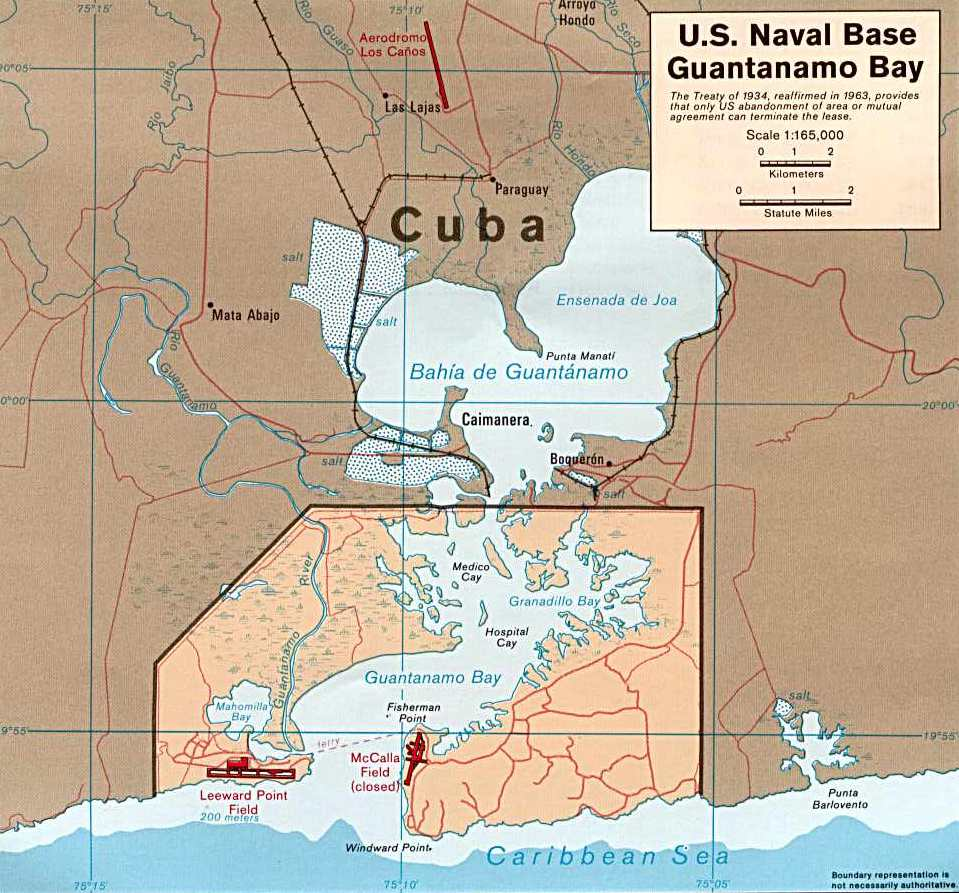
نقشه مرزهای تقریبی پایگاه.

پایگاه نیروی دریایی خلیج گوانتانامو (انگلیسی: Guantanamo Bay Naval Base) یا ایستگاه نیروی دریایی خلیج گوانتانامو یا گیتمو،)از پادگان‌های ایالات متحده آمریکا واقع در ۴۵ مایل مربع (۱۲۰ کیلومتر مربع) زمین و آب در خلیج گوانتانامو، کوبا است، که آمریکا در سال ۱۹۰۳ در ازای ۲۰۰۰ دلار در سال تا سال ۱۹۳۴، که از آن زمان به ۴۰۸۵ دلار افزایش یافت، برای استفاده به عنوان ایستگاه سوخت گیری و نیروی دریایی اجاره کرده است. این پایگاه در کرانهٔ خلیج گوانتانامو در انتهای جنوب شرقی کوبا واقع شده است. این قدیمی‌ترین پایگاه نیروی دریایی آمریکا در خارج از این کشور است.از زمان انقلاب کوبا در ۱۹۵۹، دولت کوبا به طور پیوسته به حضور آمریکا در خاک کوبا اعتراض کرده و آن را بر اساس حقوق بین‌الملل غیرقانونی دانسته، و متهم کرده که این پایگاه به زور به کوبا تحمیل شده. وزیر امور خارجه کوبا در سال ۲۰۱۳ در شورای حقوق‌بشر سازمان ملل متحد از آمریکا خواست این پایگاه و «قلمروی غصب شده» را که دولت کوبا از زمان حمله آمریکا به کوبا در جریان جنگ آمریکا و اسپانیا در ۱۸۹۸ اشغالی می‌داند را برگرداند.
این پایگاه از سال ۲۰۰۲، شامل یک زندان نظامی به نام بازداشتگاه گوانتانامو، برای جنگندگان غیرقانونی در افغانستان، عراق، و دیگر جاها در جریان جنگ با تروریسم بوده است. نفی حمایت کنوانسیون ژنو از بازداشتی‌ها مورد محکومیت بین‌المللی قرار گرفته است.